# Приморочка
Примо́рочка (2010—2013 — «Приморье») — российская женская волейбольная команда из Владивостока. Входила в структуру волейбольного клуба «Приморье». Расформирована в 2023 году.

## Достижения
- 2-е место в чемпионате России среди команд высшей лиги «А» — 2017, 2018.

## История
В 2007 году во Владивостоке был образован спортивный клуб «Волейбол-Приморье», основным направлением которого стал пляжный волейбол. В разные годы членами клуба был целый ряд ведущих пляжных волейболистов России, в частности Евгения Уколова, Мария Браткова, Виктория Растыкус, Жудитт-Флорес Яловая и другие. Спортсмены клуба неоднократно становились победителями и призёрами крупнейших российских и международных соревнований.
В 2010 в структуре клуба была создана женская команда по классическому волейболу «Приморье». В том же году она дебютировала в высшей лиге «Б» чемпионата России и заняла 4-е место в зоне «Сибирь — Дальний Восток». В следующем сезона команда по финансовым причинам опустилась классом ниже и приняла участие в турнире первой лиги (чемпионат Дальневосточной Ассоциации региональных федераций волейбола). В нём «Приморье» заняло 1-е место, опередив другую команду из Владивостока ВГУЭС и благовещенскую «Энергию», после чего руководством клуба было принято решение о возвращении команды с сезона 2012—2013 в число участников чемпионата России высшей лиги «Б».
Перед началом сезона команда получила существенное укрепление состава в лице двух опытных волейболисток — Юлианы Лякуниной, выступавшей до 2012 за хабаровский «Самородок», и Натальи Набоковой, игравшей в 2011—2012 за красноярскую «Юность». Также перешла в «Приморье» из молодёжной команды омской «Омички» Ирина Макаренко.
По ходу чемпионата в команду перешли воспитанница владивостокского волейбола Яна Киселёва (из «Обнинска») и связующая Анастасия Борискина, в прошлом сезоне выступавшая за пензенский «Университет-Визит». Имея в составе квалифицированный подбор волейболисток, команда «Приморье» уверенно первенствовала в 3-й группе высшей лиги «Б», а затем и в финальном турнире третьего по значимости дивизиона чемпионата России, обеспечив себе путёвку в высшую лигу «А».
В межсезонье команда под новым названием «Приморочка» развернула активную трансферную деятельность и практически полностью поменяла свой состав, оставив от прошлого сезона лишь четырёх волейболисток. В команду были собраны опытные игроки, поигравшие в суперлиге и высшей лиге «А», а также за границей.
По ходу чемпионата в декабре 2013 в тренерском и игровом составе команды произошли изменения. Новым наставником назначен Сергей Буркин. Заключили контракты с клубом две доминиканские волейболистки — Эрасма Морено и Кандида Ариас. Несмотря на все перестановки, закончила чемпионат «Приморочка» на скромном 9-м месте.
В сезоне 2014—2015 «Приморочка» показала свой лучший результат за время выступления в чемпионатах России, заняв итоговое 4-е место в высшей лиге «А». После отказа двух первых команд высшей лиги «А» («Северянки» и «Сахалина») от повышения в классе одну из двух вакантных путёвок в суперлигу пытался получить владивостокский клуб, но в этом ему было отказано.
В августе 2015 президент ВК «Приморочка» и главный тренер баскетбольного клуба «Спартак-Приморье» Эдуард Сандлер ушёл в отставку с обоих постов и покинул Владивосток. Тогда же он возглавил спортивный клуб «Сахалин», объединивший три команды Южно-Сахалинска — мужскую баскетбольную (в ней он же стал главным тренером), хоккейную и женскую волейбольную.
Из-за неопределённости с будущим ВК «Приморочка» владивостокскую команду покинул тренерский штаб и практически все игроки основного состава, причём сразу 5 волейболисток перешли в «Сахалин». За весь чемпионат 2015/2016 команда одержала лишь 2 победы и заняла 7-е (предпоследнее) место.
В преддверии сезона 2016/2017 состав владивостокской команды обновился практически полностью. Усилили дальневосточный коллектив сразу 9 новых волейболисток, а в январе 2017 к ним добавилась ещё и опытная Юлия Гильманова. Всё это не замедлило в лучшую сторону сказаться на результатах и чемпионат «Приморочка» завершила на 2-м месте, показав своё лучшее достижение за всё время выступления в чемпионатах России. При этом «Приморочка» получила право на выход в суперлигу, но от повышения в классе отказалась. Обладателями малых серебряных медалей волейболистки Владивостока стали и в следующем сезоне, вновь отказавшись от возможного выхода в суперлигу.
По окончании чемпионата 2019/20 было объявлено о том, что «Приморочка» пропустит сезон 2020/21 в связи с приостановкой финансирования клуба со стороны правительства Приморского края. Команда клуба приняла участие в чемпионате России среди команд первой лиги (Центр).
В 2021 «Приморочка» заявлена в высшую лигу «Б» чемпионата России.
В августе 2023 года был образован волейбольный клуб «Динамо-Владивосток», заменивший в чемпионате России «Приморочку».

## Результаты в чемпионатах России
| Сезон   | Лига                                  | Место |
| ------- | ------------------------------------- | ----- |
| 2010/11 | Высшая лига Б (Сибирь—Дальний Восток) | 4     |
| 2011/12 | Первая лига (Дальний Восток)          | 1     |
| 2012/13 | Высшая лига Б                         | 1     |
| 2013/14 | Высшая лига А                         | 9     |
| 2014/15 | Высшая лига А                         | 4     |
| 2015/16 | Высшая лига А                         | 7     |
| 2016/17 | Высшая лига А                         | 2     |
| 2017/18 | Высшая лига А                         | 2     |
| 2018/19 | Высшая лига А                         | 4     |
| 2019/20 | Высшая лига А                         | 7     |
| 2020/21 | Первая лига (Центр)                   | 8     |
| 2021/22 | Высшая лига Б                         | 11    |
| 2022/23 | Высшая лига Б                         | 6     |

## Арена
Домашние матчи «Приморочка» проводила в спортивном комплексе «Олимпиец». Адрес во Владивостоке: Батарейная улица, 2. Вместимость — 1100 зрителей.

## Состав (сезон 2022—2023)
| №  | Имя, фамилия         | Год рождения | Рост | Амплуа      |
| -- | -------------------- | ------------ | ---- | ----------- |
| 2  | Анастасия Толмачёва  | 2004         |      | центральная |
| 4  | Дарья Чистякова      |              |      | центральная |
| 5  | Валерия Томилова     | 2004         | 169  | нападающая  |
| 6  | Татьяна Дмитренко    | 2003         | 172  | нападающая  |
| 7  | Дарья Валеева        | 2004         | 183  | центральная |
| 8  | Марина Иванова       | 1994         | 180  | связующая   |
| 9  | Юлия Гильманова      | 1987         | 191  | нападающая  |
| 10 | Алина Лопатинская    | 2004         | 178  | либеро      |
| 11 | Альбина Кузьменко    | 2006         | 176  | связующая   |
| 13 | Елизавета Будлянская | 2007         |      | нападающая  |
| 15 | Екатерина Старикова  | 1985         | 183  | нападающая  |

- Главный тренер — Александр Стаценко.
- Тренер — Константин Грибов